# Dendrobium fytchianum
Dendrobium fytchianum là một loài thực vật có hoa trong họ Lan. Loài này được Bateman ex Rchb.f. mô tả khoa học đầu tiên năm 1864.